# 佐藤正浩
佐藤 正浩（さとう まさひろ、1972年 〈昭和47年〉9月12日 - ）は、日本の俳優。身長170cm、体重70kg、血液型A型。グレープカンパニー所属。

## 来歴・人物
北海道留萌市出身。北海道留萌工業高等学校卒業。17才の時北海道の養成所に入り、その後日光江戸村系列の登別伊達時代村や三重県の伊勢戦国時代村で時代劇を学ぶ。
現在高橋英樹の付き人の傍ら俳優活動を行っており、ドラマに多数出演している。2013年、旧芸名天原まさみち（2008年～2013年）から芸名を再変更する。
アイウエオ企画に所属していたが、高橋英樹の移籍に従いグレープカンパニーに移籍する。

## 出演作品

### 映画
- セイリング 海にはばたく - 1989年
- 仔鹿物語 - 1991年

### テレビドラマ

#### NHK - 総合テレビ
- ドラマ家族模様
  - 晴れ着、ここ一番 - 2000年
- 金曜時代劇
  - 茂七の事件簿 ふしぎ草紙
    - 第1シリーズ 第八話「だるま猫」- 2001年8月31日
    - 第2シリーズ 最終話「堪忍箱」- 2002年9月20日
    - 第3シリーズ 最終話「ならず者」- 2003年8月8日

  - 転がしお銀 父娘あだ討ち江戸日記 - 2003年
    - 第4回「宗太郎の正体 梅弥の本性」
    - 第5回「宗太郎に狐がついた!」

  - 慶次郎縁側日記
    - 第1シリーズ 最終回「皐月」- 2004年10月29日
    - 第2シリーズ 第9回「花の下にて」- 2005年12月2日
    - 第3シリーズ 第9回「大つごもり」- 2006年12月14日
- スペシャルドラマ 坂の上の雲 第2部 - 2010年 ※旧 芸名「天原まさみち」名義での出演
- 土曜時代劇
  - 隠密八百八町 第1話『その男、又十郎』- 2011年1月8日 - 斉藤 役 ※旧 芸名「天原まさみち」名義での出演
- NHK大河ドラマ - ※ 義経と麒麟がくる以外は、旧 芸名「天原まさみち」名義での出演
  - 義経 - 2005年
  - 篤姫 - 2008年 - 中岡慎太郎 役
  - 平清盛 - 2012年
  - 八重の桜 - 2013年
  - 麒麟がくる - 2020年
- 2024年　宙わたる教室(5) （NHK総合・ドラマ10）教頭

#### NHK BSプレミアム
- プレミアムドラマ
  - 捜査会議はリビングで! - 2018年

#### 日本テレビ
- 8月15日の子どもたち - 1990年
- 火曜サスペンス劇場
  - 街の医者・神山治郎 - 東映
    - 1「輸血ミス」- 2001年2月13日 - 塚原 役
    - 2「出産拒否」- 2001年11月6日 - ケーキ屋 佐々木達也 役
    - 3「乳房喪失」- 2002年5月14日
    - 4「消えた母性」- 2003年2月4日 - 巡査 役
    - 5「母親」- 2003年10月28日 - 松本の医師 役
    - 6「整形依存の女」- 2004年1月20日
    - 7「歪んだ看護」- 2004年7月13日
    - 8「ダイエット症候群の女」- 2005年4月5日
    - 9「放火する女」- 2005年8月23日
- 花咲舞が黙ってない - 第2シリーズ「第3話」2015年

#### テレビ朝日
- はみだし刑事情熱系 第5シリーズ「17歳の反抗と逃亡!! 娘が去った父と母…」- 東映 - 2000年
- 土曜ワイド劇場
  - 高橋英樹の船長シリーズ - 東映
    - 11「狙われた密会航路 南国土佐・杉崎船長を誘惑した謎の女」- カジノ支配人 役 - 1999年10月30日
    - 13「豪華フェリー殺人事件 名古屋－函館38時間 御前崎沖に浮かんだ謎の漂流死体」- 2002年8月10日 - 愛知県警 名古屋中央警察署 刑事 田中 役

  - 検事・朝日奈耀子 - 東映 - ※11は、旧 芸名「天原まさみち」名義での出演
    - 11「ご祝儀袋で殺人依頼!? 死体が歩いてアリバイを崩した!!」- 鑑識員 役 - 2011年11月12日
    - 12「白骨の女に4回殺された男!? 海と陸の時刻表トリックを紫色の砂浜が暴く!!」- 2012年6月2日
    - 13「犯人が行列するロープウェイ!! 標高932m殺人トリック 赤いコートを着ると背中を日焼けする!?」- 2013年3月9日

  - 西村京太郎トラベルミステリー - 東映 - 警視庁 捜査一課 十津川班 巡査部長 小林宏昌 役 ※49･50･51･52は、旧 芸名「天原まさみち」名義での出演
    - 35「宗谷本線殺人事件 北の終着駅 雪のホームで殺された女秘書」- 2001年3月10日 - 北海道警 名寄中央警察署 刑事 役
    - 36「能登半島殺人事件 誘拐された十津川警部の愛妻!」- 2001年9月29日
    - 37「東京〜山形殺人ルート 山形新幹線つばさの女 360キロを飛ぶさくらんぼの謎」- 2002年1月5日
    - 38「オリエント急行殺人事件 ローマ発ヴェネチア行き豪華寝台車に容疑者の女の死体が!」- 2003年1月4日
    - 39「高山本線殺人事件 特急ひだ5号で狙われた女 飛騨〜下呂温泉、一枚の乗車券が解いた不倫の連立方程式」- 2003年3月29日
    - 40「青函特急殺人ルート 東京 - 札幌 超豪華寝台カシオペアに罠が走る!」- 2003年9月13日
    - 41「夜行列車の女 東京〜高松サンライズエクスプレス 終着駅のホームで死体がすりかわった!」- 2003年11月22日
    - 42「北帰行殺人事件 超豪華寝台カシオペアと特急オホーツクが結ぶ殺人トリック」- 2004年11月6日
    - 43「愛と殺意の津軽三味線 雪崩が呼んだ殺人の謎… 車に美しい女の死体!」- 2005年1月8日
    - 44「特急スーパー北斗1号殺人事件 函館〜釧路〜知床 恋人を探し流氷の海に消えた女」- 2005年4月23日
    - 45「超豪華寝台特急トワイライトエクスプレス殺人事件 京都〜洞爺湖 刑事の花嫁が新婚旅行で殺された…! 」- 2006年1月7日
    - 46「秋田新幹線[こまち]連続殺人 東京 - 角館 3時間18分の複合殺意!!」- 2006年7月1日
    - 47「五能線の女 秋田〜能代〜五所川原〜弘前 連続美女殺人ルート!」- 2006年12月16日
    - 48「みちのく殺意の旅 飯坂〜秋保、温泉めぐり殺人同窓会!」- 2007年5月26日
    - 49「日光・鬼怒川殺人ルート 三猿が招く予告連続殺人!! 札幌行寝台特急カシオペア10分停車の盲点…」- 2008年4月26日
    - 50「山陽〜東海道連続殺人ルート 博多 - 東京・特急はやぶさ途中下車、不可能の謎」- 2008年9月27日
    - 51「上野駅13番線ホーム つり合わない乗車券を買う死体!上野〜札幌二つの寝台特急に張られたワナ」- 2009年1月10日
    - 52「密室列車・特急かもしか 途中下車連続殺人 男鹿〜弘前、温泉めぐり新婚旅行で花嫁が殺された…」- 2009年9月26日
    - 61「越後・会津殺人ルート 必ず相席する女!?特急きぬ・片道切符の罠…」- 2014年3月22日
    - 62「寝台特急カシオペア & スーパーひたち連続殺人 追いつけない二つの列車の謎!美貌の女相続人の秘密…」- 2014年7月12日
    - 63「長野新幹線〜飯山線 湯けむり殺人ルート 失踪モデルが、死体で舞い戻った?野沢温泉みやげが告げる犯人」- 2015年1月10日
    - 64「仙台・青葉の殺意 夫の手帳にヒントが…秋保温泉女将の復讐殺人?」- 2015年8月15日
    - 65「伊豆海岸殺人ルート 1枚の写真が連続殺人を呼ぶ!!富士山が告発する真犯人」- 2016年2月6日
    - 66「釧路・網走殺人ルート“明日スーパーおおぞら5号で…”のメールが連続殺人を呼ぶ!!」- 2016年7月2日
    - 67「箱根紅葉・登山鉄道の殺意 妻を殺害した疑惑の男は二度死ぬ!?」- 2017年4月8日
- ミステリースペシャル
  - 西村京太郎トラベルミステリー
    - 68「山形・陸羽西線に消えた女 復讐殺人?3つの現場に残されたスケッチ画の謎…」- 2017年9月20日
- 日曜プライム
  - 西村京太郎トラベルミステリー
    - 69「金沢〜東京殺人ルート 2時間33分の罠 北陸新幹線かがやき 豪華車両グランクラスチケットをプレゼントしたがる美女!?」- 2018年9月16日
    - 70「十津川警部VS鉄道捜査官・花村乃里子 山形鉄道フラワー長井線、雪の密室に現れた路線図にない駅の謎」- 2019年3月17日
    - 71「ニセ十津川とニセ亀井!! 特急あずさ22号、走行中に消えた謎の女…」- 2020年1月5日
    - 72「十津川警部のラストラン 東京〜北海道1200キロ 新十津川駅で待つ女」- 2020年7月26日
    - ファイナル「十津川警部のレクイエム❝安息を❞大井川鐡道、湖上駅で2度殺された妻」- 2022年12月29日
- 遺留捜査 第3シーズン 第2話「ルビーの指輪」東映 - 2013年4月24日
- スペシャルドラマ 必殺仕事人2014 - ABC・松竹 - 2014年7月27日
- リーガルV 元弁護士・小鳥遊翔子 （2018年 木曜ドラマ）

#### TBS
- サラリーマン金太郎 - 第4期 - 2004年
- 月曜ドラマスペシャル
  - 宗像教授伝奇考
    - 1 - 2000年
    - 3 - 2007年
- 月曜ゴールデン
  - 上条麗子の事件推理 第10作「伊勢志摩・真珠殺人事件」 - 2012年10月29日 - 宝石店店員 役
- ドラマ特別企画 警視庁機動捜査隊216 episode10「引鉄（ひきがね）」- 2019年 - ユニオン映画
- キャスター 第5話（2025年5月11日） - 赤坂南署員・佐藤 役[1]

#### BS-TBS
- ホテルマン東堂克生の事件ファイル 第1弾「八ヶ岳リゾート殺人事件」- 2022年1月22日 - 山梨県警 捜査一課 沖田 役

#### フジテレビ
- 金曜エンタテイメント
  - 花瀬ちなつの殺人スクープ - 2000年6月30日
- 金曜プレステージ
  - 所轄刑事 第6作「欺かれた生活安全課」- 2011年10月21日 ※旧 芸名「天原まさみち」名義での出演

#### AbemaTV
- チャンスの時間 - 2021年

#### テレビ東京
- 女と愛とミステリー
  - 捜査検事・近松茂道
    - 2「古都金沢〜能登殺人情話」- 2003年3月16日
    - 3「銀山温泉の殺人報告」- 2004年3月7日
    - 4「偽装〜昇仙峡に舞う殺人事件」- 2004年3月7日
- 水曜ミステリー9
  - 捜査検事・近松茂道
    - 5「自白〜京都祇園殺人事件!」- 2005年6月12日
    - 6「盗まれた拳銃殺人」- 2006年3月5日
    - 7「美濃土鈴伝説殺人事件」- 2007年5月5日
    - 8「伊勢志摩・海女伝説殺人事件!」- 2008年6月4日 ※ 8 は、旧 芸名「天原正道」名義での出演
    - 14「秘湯・乳頭温泉に消えた女」- 2013年5月1日

  - 女かけこみ寺 刑事・大石水穂
    - 2「女を泣かす奴は許さない! 美人女優の娘が誘拐!? 狐の仮面が暴く真犯人」- 2009年7月15日 - 渋谷東警察署 刑事 役 ※旧 芸名「天原まさみち」名義での出演

  - 刑事吉永誠一 涙の事件簿
    - 9「迷い骨」- 2012年6月20日
    - 11「赤い遺産」- 2013年4月3日
    - 12「親しい敵」- 2013年10月2日

  - 諏訪のスゴ腕警察医 - 鑑識官 片岡慎也 役
    - ハガネの警察医 「信州諏訪連続殺人〜仕組まれた突然死！救急搬送患者の皮膚炎で事件見抜くやっかい者ドクター! 湖に誓った決意」- 2015年4月22日
    - 諏訪のスゴ腕警察医「死因を100%見抜く男！全身ピンクの死体と長過ぎる遺書? 旧友のキケンな再会…諏訪太鼓が暴く白骨の謎」- 2016年6月8日
- 新春ワイド時代劇
  - 忠臣蔵 瑤泉院の陰謀 - 2007年1月2日
  - 影武者徳川家康 - 2014年1月2日
- 特命おばさん検事! 花村絢乃の事件ファイル 第6作スペシャル - 2019年12月20日 - 刑事 役
- 月曜プレミア8
  - 再雇用警察官 - 刑事 渡辺雄二 役
    - 1「人生100年時代に新しい警察官が登場!身分は曖昧。昇進も関係なし。定年後に再雇用された警察官が刑事の勘と人脈を武器に難事件に挑む、高橋英樹主演の痛快ミステリー。」- 2020年5月11日
    - 2「再雇用警察官が刑事の勘と人脈を武器に難事件に挑む“人生100年時代”ミステリー第2弾。殺人容疑者は恩師の娘？空白の1日に隠された殺害トリック! 高橋英樹VS高島礼子」- 2021年6月28日
    - 3「再雇用警察官が刑事の勘と人脈を武器に難事件に挑む“人生100年時代”ミステリー第3弾。再出発に潜む罠…妻殺害、遺産20億の完全犯罪!?ラスト驚愕の真犯人とドンデン返し!?[2]」- 2021年12月13日
    - 4「再雇用警察官が刑事の勘と人脈を武器に難事件に挑む“人生100年時代”ミステリー第4弾! 再出発に懸けた伊料理店VS鬼妻と毒父!川崎〜千葉結ぶ殺人の完璧すぎるアリバイ!?[3]」- 2022年7月4日
    - 5「再雇用警察官が刑事の勘と人脈を武器に難事件に挑む“人生100年時代”ミステリー第5弾! 消息対応室が閉鎖危機!? 政治家一家が隠す秘密は!? 死体が部屋から消えて川を遡る?[4]」- 2023年3月13日

### PV
- PUFFY - 日和姫

### 舞台
- 風流夢大名（1998年、高橋英樹座長公演、明治座 ）
- 桃太郎侍 （1999年、高橋英樹座長公演、松竹座 ）
- 天翔ける虹（1999年、高橋英樹座長公演、明治座）
- 男の紋章 ･ 桃太郎侍（2000年、高橋英樹座長公演、明治座）
- いのち燃ゆるとき・開化のおんなたち（2001年、高橋英樹座長公演、明治座）
- 初姿 次郎長富士（1999年、里見浩太朗座長公演、明治座）
- 長脇差団十郎（2000年、里見浩太朗座長公演、明治座）
- 恋ぶみ屋一葉（2005年、浅丘ルリ子座長公演、新橋演舞場 ）